# Torc
Wodospad Torc (irl. Easach Toirc, ang. Torc Waterfall) – jedna z głównych atrakcji turystycznych Parku Narodowego Killarney położonego w hrabstwie Kerry, w Irlandii. Zasilany przez rzekę Owengarriff wodospad ma ponad 20 metrów wysokości. Położony jest u podnóża góry Torc, o wysokości 535 m.
O popularności wodospadu decyduje malownicze położenie wśród bujnej i pełnej zieleni roślinności oraz łatwy dojazd z położonego ok. 8 km dalej Killarney. Wodospad jest jednym z podstawowych postojów na tzw. Ring of Kerry, głównym szlaku turystycznym regionu, oraz na Kerry Way.